# Röntgen (månkrater)
För andra betydelser, se Röntgen.
Röntgen är en nedslagskrater på månen. Röntgen har fått sitt namn efter den tyske fysikern Wilhelm Röntgen.
Kratern har en diameter på ungefär 128 km.

## Satellitkratrar
| Röntgen | Latitud | Longitud | Diameter |
| ------- | ------- | -------- | -------- |
| A       | 36.9° N | 88.1° V  | 18 km    |
| B       | 35.7° N | 88.1° V  | 16 km    |